# Корольово (Гагарінський район)
Корольово (рос. Королёво) — присілок Гагарінського району Смоленської області Росії. Входить до складу Єльнинського сільського поселення.